# Anders Colsefni
Andrew Rouw, mer känd som Anders Colsefni, född 15 april 1972, är en före detta sångare i Slipknot. Han sjöng på demoskivan Mate. Feed. Kill. Repeat, samt på ett par livespelningar på slagverk. Efter en livespelning berättade han att han lämnar bandet för att skapa sitt eget band, Painface. Efter att Painface splittras 2001 startar han i stället bandet On A Pale Horse.

## Album
- 1996 - Mate.Feed.Kill.Repeat